# Dirphya leucostigma
Dirphya leucostigma là một loài bọ cánh cứng trong họ Cerambycidae.